# Seznam izraelskih arheologov
Seznam izraelskih arheologov.

## F
- Israel Finkelstein

## H
- Doron Hen (Božidar Hlavaček) (hrv.-izraelski)

## M
- Amihai Mazar
- Benjamin Mazar
- Eilat Mazar

## Y
- Yigael Yadin

## Z
- Irit Ziffer